# فرودگاه نیروی هوایی سلطنتی استرالیا در پایگاه نابیک
فرودگاه نیروی هوایی سلطنتی استرالیا در پایگاه نابیک (به انگلیسی: RAAF Base Nabiac) یک فرودگاه نظامی است . این فرودگاه در کشور استرالیا قرار دارد .